# Scream Forth Blasphemy – A Tribute to Morbid Angel
Scream Forth Blasphemy - A Tribute to Morbid Angel - jest to kompilacja coverów utworów grupy muzycznej Morbid Angel, przygotowanych dla uczczenia jej działalności, wykonanych w przez niżej wymienione zespoły.

## Lista utworów
| Nr  | Tytuł utworu                                                         | Długość |
| --- | -------------------------------------------------------------------- | ------- |
| 1.  | „Visions From The Darkside” (w wykonaniu Mangled)                    | 4:05    |
| 2.  | „Blasphemy Of The Holy Ghost” (w wykonaniu Centurian)                | 2:54    |
| 3.  | „Demon Seed” (w wykonaniu Angelcorpse)                               | 2:15    |
| 4.  | „Blessed Are The Sick / Desolate Ways” (w wykonaniu Headhunter D.C.) | 4:32    |
| 5.  | „Rapture” (w wykonaniu Diabolic)                                     | 3:58    |
| 6.  | „Day Of Suffering” (w wykonaniu Withered Earth)                      | 2:01    |
| 7.  | „The Invocation / Chapel Of Ghouls” (w wykonaniu Mystifier)          | 4:49    |
| 8.  | „Evil Spells” (w wykonaniu Draconis)                                 | 4:12    |
| 9.  | „Unholy Blasphemies” (w wykonaniu Black Witchery)                    | 1:54    |
| 10. | „Fall From Grace” (w wykonaniu Infamy)                               | 5:22    |
| 11. | „Bleed For The Devil” (w wykonaniu Damnation)                        | 2:26    |
| 12. | „Thy Kingdom Come” (w wykonaniu Coffin Texts)                        | 3:30    |
| 13. | „Abominations” (w wykonaniu The Chasm)                               | 4:31    |
| 14. | „Ancient Ones” (w wykonaniu Aurora Borealis)                         | 5:59    |
| 15. | „God Of Emptiness” (w wykonaniu Exmortis)                            | 5:35    |
|     |                                                                      | 58:03   |